# Basketballhalle Kasan
Die Basketballhalle Kasan (russisch Баскет-холл Казань) ist ein Komplex aus zwei Mehrzweckhallen in der russischen Stadt Kasan, Republik Tatarstan. Der Bau wird hauptsächlich für den Basketball genutzt und ist seit der Eröffnung die Heimspielstätte des Basketballvereins BK UNIKS Kasan. Vorübergehend trug auch der Volleyballclub VK Zenit-Kasan seine Heimspiele in der Heimat von UNIKS aus.

## Geschichte
Der Sportkomplex ist in zwei Hallen aufgeteilt. Die große Basketballhalle 1 wurde im August 2003 eingeweiht und bietet zu Basketballspielen 7482 Plätze. Zu Konzerten sind es bis zu 8000 Plätze. Die kleinere Basketballhalle 2 wurde zuerst gebaut, verfügt über 1500 Plätze und wird überwiegend als Trainingshalle genutzt. Die Kosten lagen bei rund 14 Mio. US-Dollar und wurden von der Republik Tatarstan, der Stadt Kasan und UNICS Kasan getragen. Die Arena bietet 28 V.I.P.-Logen, ein Café, ein Restaurant und einen Fanshop.
Am Ende der FIBA Europe League 2003/04 fand das Final Four mit UNIKS Kasan, GS Marousi (Griechenland), Ural Great Perm (Russland) und Hapoel Tel Aviv (Israel) in der Basketballhalle Kasan statt. Die Gastgeber gewannen das Endspiel gegen den GS Marousi mit 87:63. Zwei Mal (2008 und 2014) wurde in der Basketballhalle das Final Four im russischen Basketballpokal ausgetragen. 2011 siegte UNIKS Kasan im Final Four der VTB United League 2010/11 mit 66:64 gegen den ZSKA Moskau. Ebenfalls 2011 war die Halle Schauplatz der Europameisterschaften im Gewichtheben. Zwei Jahre später wurden Basketballspiele der Sommer-Universiade 2013 ausgetragen. Darüber hinaus fanden u. a. internationale Veranstaltungen in der Rhythmischen Sportgymnastik, russische Meisterschaften im Fechten, Boxkämpfe, Schachturniere und Wrestling statt.

## Galerie

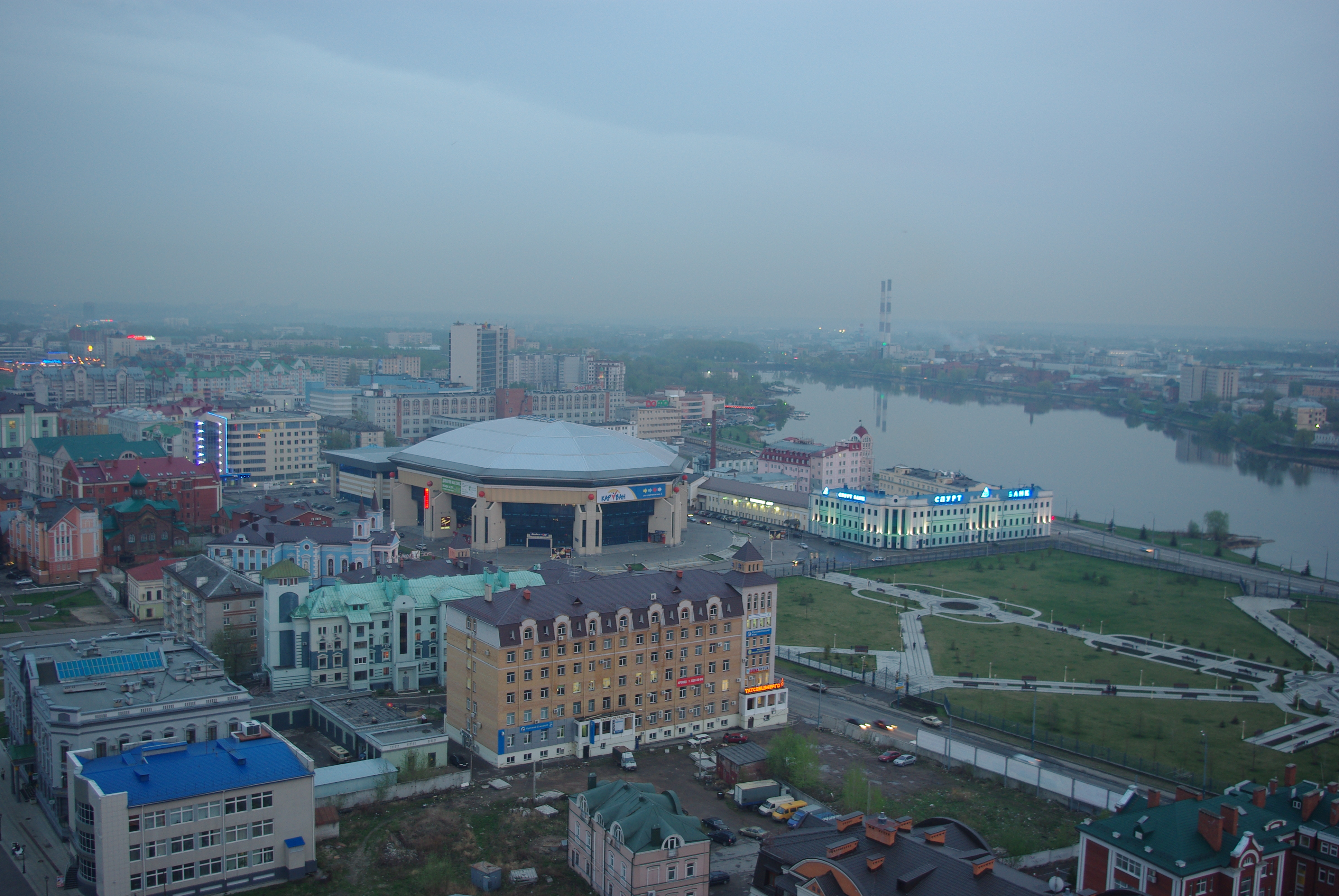
Die Basketballhalle Kasan (Halle 1) und dahinter die kleine Basketballhalle 2 (2009)
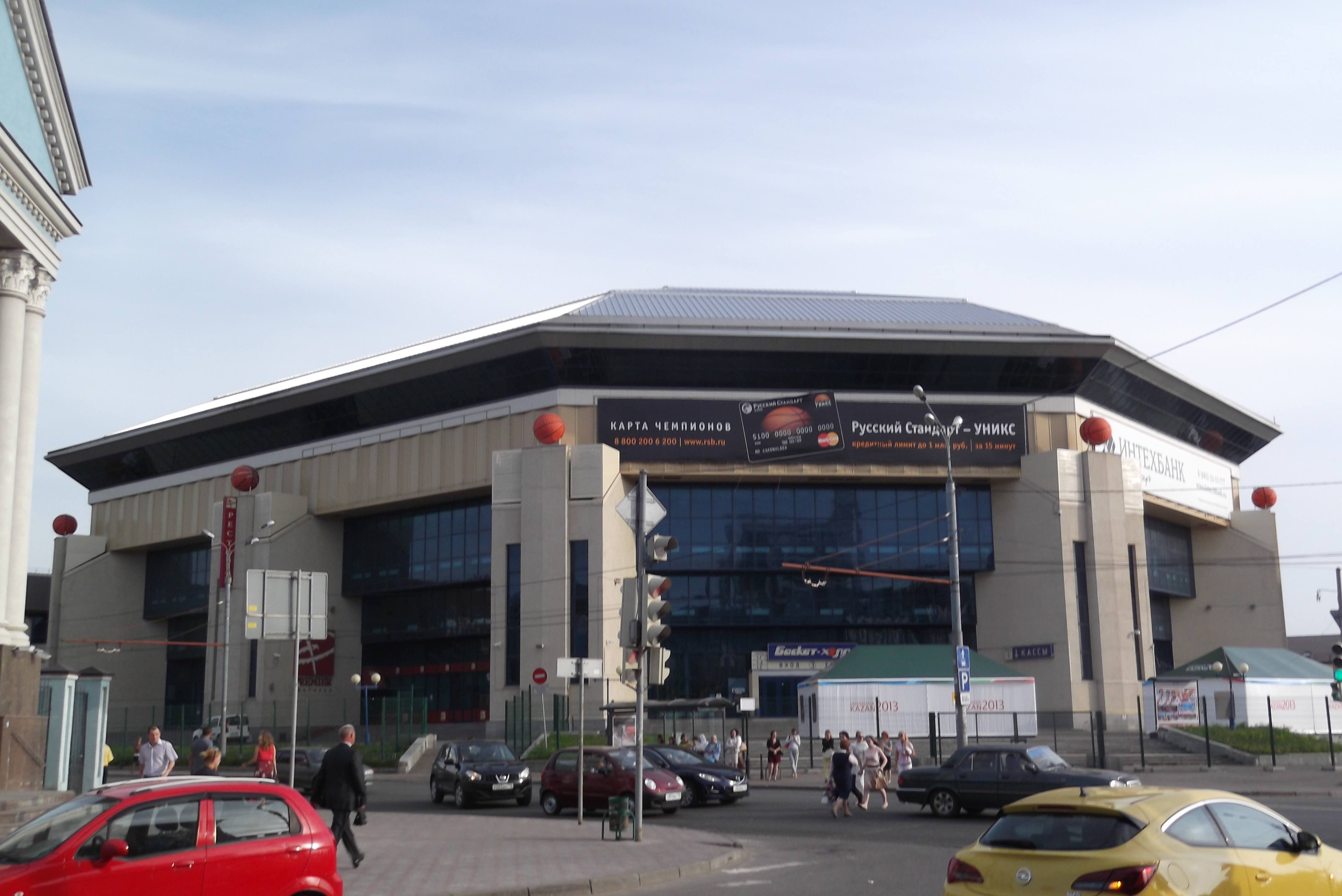
Die große Basketballhalle 1 (2010)
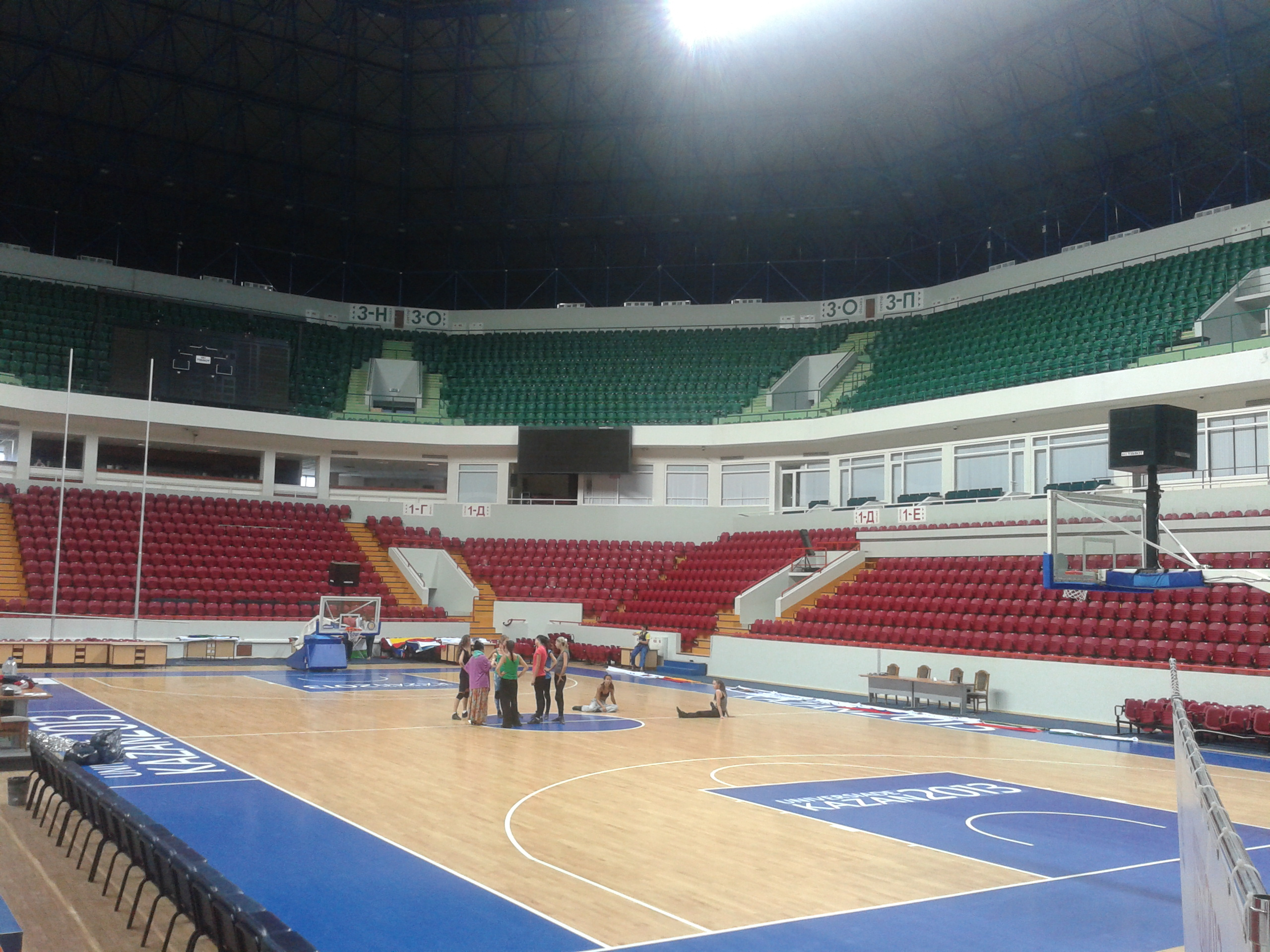
Der Innenraum der Basketballhalle 1 mit Spielfeld (2013)
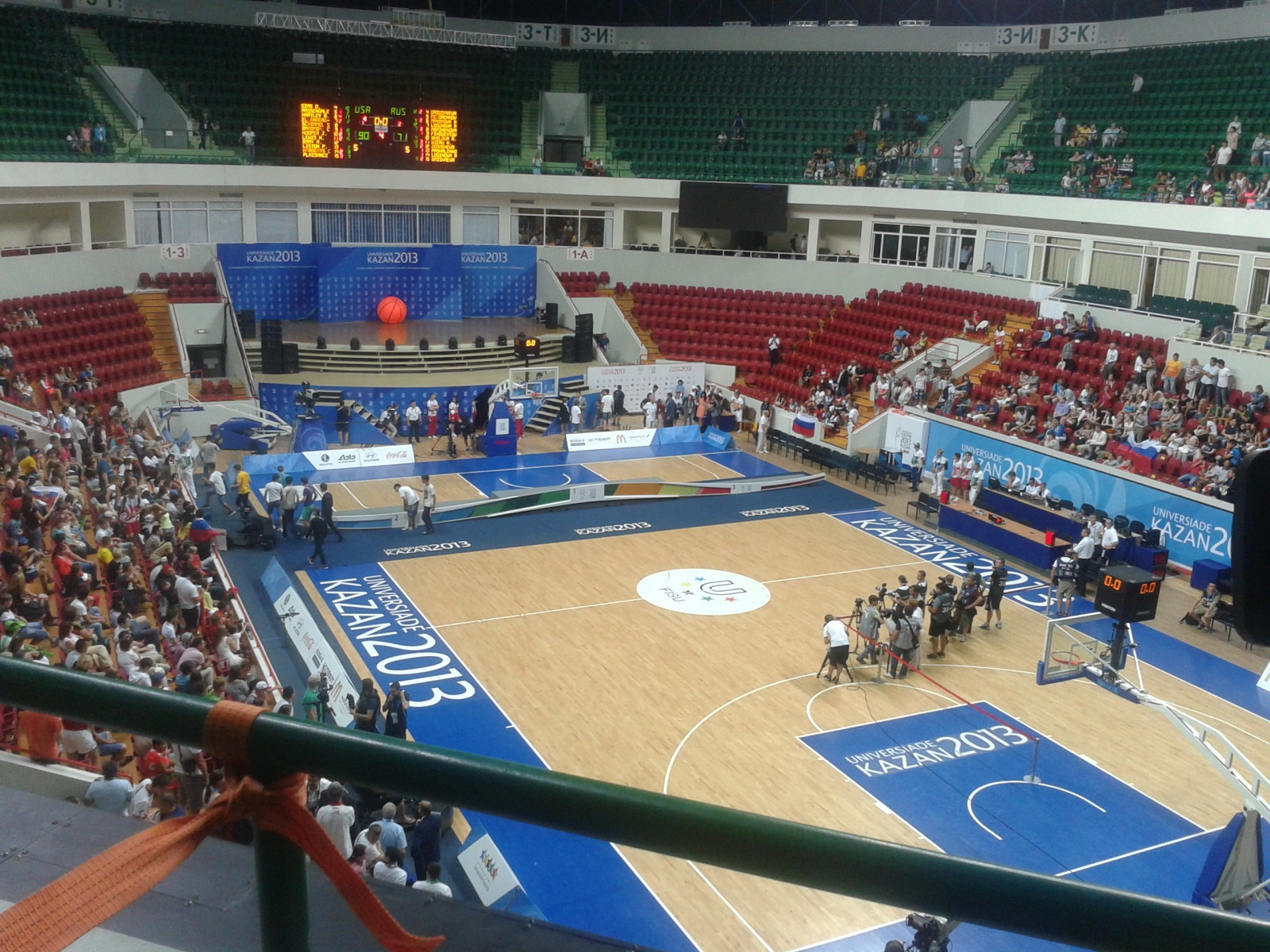
Die Basketballhalle 1 während der Sommer-Universiade 2013